# Deutsches Maritimes Institut
Das Deutsche Maritime Institut e. V. (DMI) ist ein gemeinnütziges Institut, das sich der Wahrnehmung maritimer Aspekte deutscher Politik, insbesondere deutscher Außen-, Sicherheits- und Wirtschaftspolitik in der Öffentlichkeit widmet. Es hat seinen Sitz in Wilhelmshaven.

## Geschichte und Ziele
Das Institut wurde 1973 als Deutsches Marine Institut e. V. (DMI) von Mitgliedern der Marine-Offizier-Vereinigung gegründet und befasste sich anfangs vor allem mit sicherheitspolitischen und Marinefragen. Im Laufe der Zeit erweiterte es seine Thematik hin zu einem Forum für Diskussionen und gedanklichen Austausch über das gesamte Spektrum maritimer Fragen. Deshalb wurde es am 3. Juni 2011 in Deutsches Maritimes Institut e. V. (DMI) umbenannt.
Das Institut hat sich zum Ziel gesetzt, das Bewusstsein für die maritimen Interessen Deutschlands und das Verständnis maritimer Zusammenhänge zu fördern. Dafür befasst es sich unter anderem mit aktuellen und historisch bedeutsamen maritimen Ereignissen und Entwicklungen. Es wird getragen von Persönlichkeiten aus Politik, Wissenschaft, Wirtschaft und der deutschen Marine, die über fachliche Aufgaben hinaus an maritimen Belangen interessiert sind und diese mitgestalten wollen.

## Aktivitäten

### Publikationen
Die Organisation ist Herausgeber verschiedener Publikationen. Dazu gehört auch die Fachzeitschrift MarineForum, die über seebezogene Aspekte deutscher Sicherheitspolitik, deutsche und ausländische Marinen, militärischen und zivilen Schiffbau, Forschung und Entwicklung, Seeverkehrswirtschaft, Meeres- und Polarforschung, Umweltschutz, Seefahrts- und Marinegeschichte berichtet.
Außerdem ist das DMI Veranstalter des Maritimen Hauptstadtforums (MHF) und fördert wissenschaftliche Forschungen, Untersuchungen und Arbeiten auf allen Gebieten des maritimen Geschehens mit dem Ziel, das Verständnis für maritime Zusammenhänge in der Öffentlichkeit zu vertiefen. Seit 1973 hat das Institut 18 Bücher und diverse Schriften herausgegeben, darunter die Erinnerungen des Historikers Michael Salewski.

### Veranstaltungen
Das Institut veranstaltet regelmäßig mehrere Tagungen und Symposien. Dazu gehörten zwischen 1979 und 2005 insgesamt 68 Flamersheimer Gespräche, an deren Stelle inzwischen mehrere Nachfolgeveranstaltungen getreten sind, darunter
- das Maritime Sicherheitskolloquium in Rostock (jährlich von 2000 bis 2018)
- die Maritime Convention in Berlin (seit 2008)
- das Maritime Kolloquium Wilhelmshaven (seit 2011)
- Maritime After Work Clubs des Maritimen Hauptstadtforums (MHF) in Berlin (seit 2014)
- Fachtagungen mit verschiedenen Kooperationspartnern
- die Konferenz Maritime Security & Defence (MS&D) im Rahmen der Messe SMM in Hamburg (ab 2024)[4] (ab 2024)

### Internetaktivitäten
Das DMI ist Initiator und Inhaber des Internetforums Deutsches Maritimes Kompetenz Netz (dmkn), das der Vernetzung maritimer Branchen dient und in mehreren Expertenforen aktuelle Themen aus diesem Bereich diskutiert.
Seit April 2012 ist der blog Meer Verstehen des DMI aktiv, der die gesamte Bandbreite der Themen des DMI behandeln soll.
Seit April 2015 pflegt das DMI ein Glossar von Marinebegriffen auf seiner Homepage, wie sie in der deutschen Marine in Gebrauch sind.

## Präsidenten
- 1977–1985: Vizeadmiral a. D. Rolf Steinhaus
- 1985–1990: Vizeadmiral a. D. Ansgar Bethge
- 1990–1994: Konteradmiral a. D. Hans-Friedrich Meisner
- 1994–1997: Konteradmiral a. D. Klaus-Jürgen Steindorff
- 1997–1999: Flottillenadmiral a. D. Karlheinz Max Reichert
- 1999–2002: Flottillenadmiral a. D. Waldemar Feldes
- 2002–2007: Konteradmiral a. D. Sigurd Hess
- 2007–2012: Vizeadmiral a. D. Lutz Feldt
- 2012–2021 Vizeadmiral a. D. Hans-Joachim Stricker
- seit 2021 Konteradmiral a. D. Karsten Schneider